# Dźantar Mantar (Delhi)

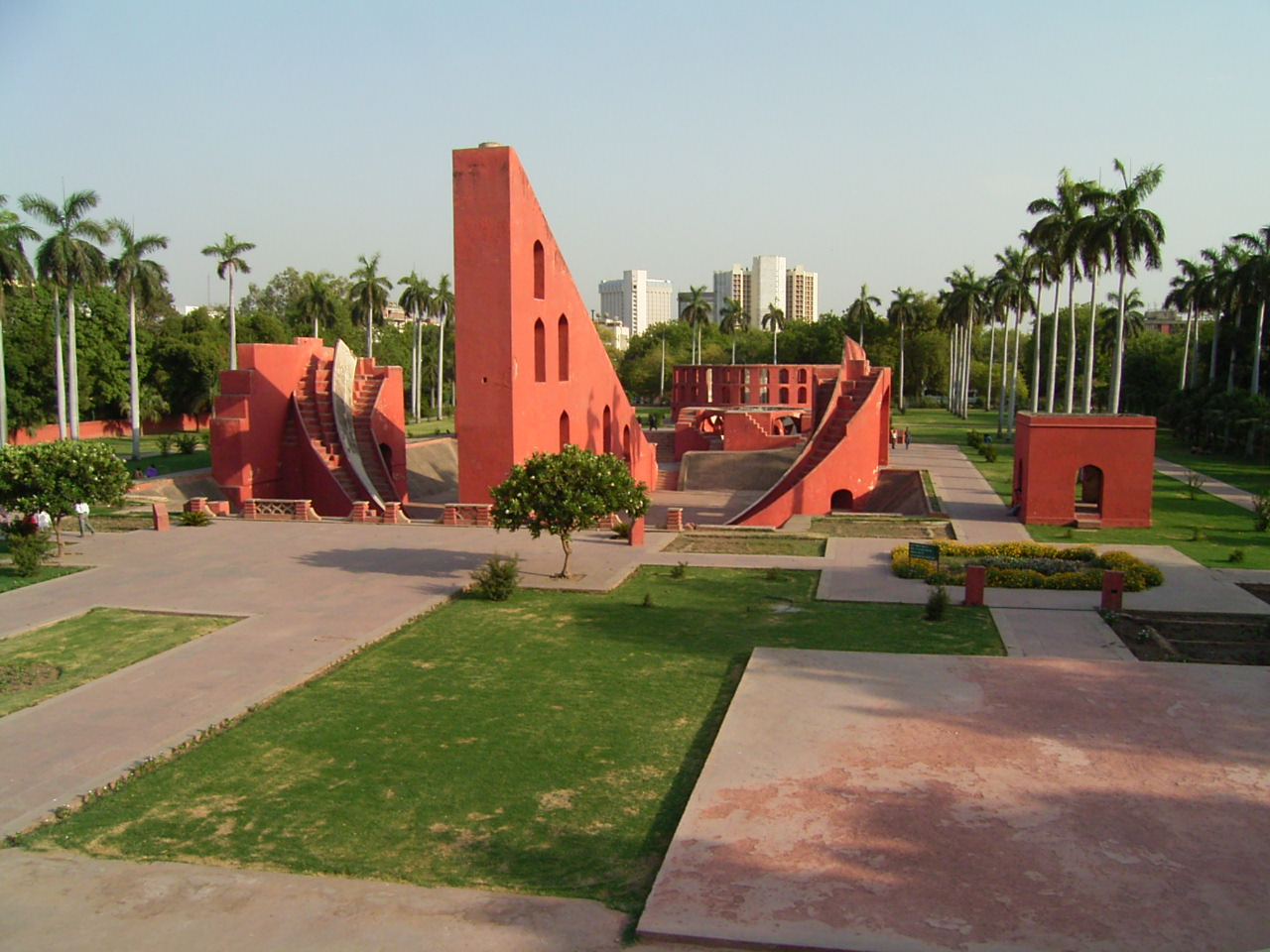
Jeden z przyrządów astronomicznych w obserwatorium Dżantar Mantar

Dźantar Mantar (hindi जंतर मंतर, ang. Jantar Mantar) – obserwatorium astronomiczne wybudowane w 1724 roku w Delhi w Indiach przez maharadżę Sawai Jai Singha II.
W obserwatorium mieszczą się cztery kamienne instrumenty pomiarowe wykonane z czerwonego piaskowca: Samarat jantra, Ram jantra, Dźajaprakasz jantra i Miśra jantra. Wszystkie przyrządy, oprócz Miśra jantra, zostały zaprojektowane przez Jai Singha. W obserwatorium nie umieszczono żadnego instrumentu optycznego, choć w Europie znany był już teleskop. Jantar Mantar w Delhi jest uważane za najstarsze obserwatorium astronomiczne tego typu na świecie.
Maharadża Sawai Jai Singh II zbudował jeszcze cztery inne obserwatoria astronomiczne. Pozostałe znajdowały się w miastach: Mathura, Jaipur, Benares i Ujjain.